# Hoa hậu Hoàn vũ Colombia
Hoa hậu Hoàn vũ Colombia là cuộc thi sắc đẹp và được tổ chức thành lập vào năm 2020 tại Colombia để chọn ra đại diện của đất nước tham dự cuộc thi Hoa hậu Hoàn vũ. Đương kim Hoa hậu là Daniela Toloza Rocha đến từ Cali, Valle del Cauca.

## Hoa hậu và Á hậu

### Danh sách Hoa hậu
| Năm  | Hoa hậu Hoàn vũ Colombia   | Đại diện  | Quê quán         | Ref.  |
| ---- | -------------------------- | --------- | ---------------- | ----- |
| 2020 | Laura Olascuaga            | Bolívar   | Cartagena        | [ 2 ] |
| 2021 | Valeria Maria Ayos Bossa   | Cartagena | San Andrés       | [ 3 ] |
| 2022 | María Fernanda Aristizábal | Quindio   | Armenia, Quindío | [ 4 ] |
| 2023 | Camila Avella              | Casanare  | Yopal            | [ 5 ] |
| 2024 | Daniela Toloza             | Valle     | Cali             | [ 1 ] |

### Danh sách Á hậu
| Năm  | Á hậu 1                  | Á hậu 2                    |
| ---- | ------------------------ | -------------------------- |
| 2020 | Jenifer Pulgarín Candelo | Laura Juliana Lamus Vargas |
| 2021 | Maria Alejandra López    | Franselys Santoya          |
| 2023 | Adriana Numa Vega        | Lina María Hurtado         |
| 2024 | María Alejandra Salazar  | Kimberly Hooker Naranjo    |

## Đại diện Colombia tạiHoa hậu Hoàn vũ
Chú thích:
- Hoa hậu
- Á hậu
- Chung kết

| Năm  | Tên đại diện                            | Thứ hạng                        | Giải thưởng phụ         |
| ---- | --------------------------------------- | ------------------------------- | ----------------------- |
|      |                                         |                                 |                         |
| 2024 | Daniela Toloza Rocha                    |                                 |                         |
| 2023 | Camila Avella Montañez                  | Top 5                           |                         |
| 2022 | María Fernanda Aristizabal              | Top 16                          |                         |
| 2021 | Valeria Maria Ayos Bossa                | Top 5                           |                         |
| 2020 | Laura Olascuaga                         | Top 21                          |                         |
| 2019 | Gabriela Tafur Náder                    | Top 5                           |                         |
| 2018 | Valeria Morales Delgado                 | Unplaced                        |                         |
| 2017 | Laura González Ospina                   | Á hậu 1                         |                         |
| 2016 | Jealisse Andrea Tovar Velásquez         | Á hậu 2                         |                         |
| 2015 | Ariadna María Gutiérrez Arévalo         | Á hậu 1                         |                         |
| 2014 | Paulina Vega Dieppa                     | Đăng quang Hoa hậu Hoàn vũ 2014 |                         |
| 2013 | Carmen Lucia Aldana Roldán              | Không                           |                         |
| 2012 | Daniella Margarita Álvarez Vásquez      | Không                           |                         |
| 2011 | María Catalina Robayo Vargas            | Top 16                          |                         |
| 2010 | Natalia Navarro Galvis                  | Top 15                          |                         |
| 2009 | Michelle Rouillard Estrada              | Không                           |                         |
| 2008 | Taliana María Vargas Carrillo           | Á hậu 1                         |                         |
| 2007 | Eileen Roca Torralvo                    | Không                           |                         |
| 2006 | Valerie Domínguez Tarud                 | Top 10                          |                         |
| 2005 | Adriana Cecilia Tarud Durán             | Không                           |                         |
| 2004 | Catherine Daza Manchola                 | Top 10                          |                         |
| 2003 | Diana Lucia Mantilla Prada              | Không                           |                         |
| 2002 | Vanessa Alexandra Mendoza Bustos        | Không                           | - Best National Costume |
| 2001 | Andrea Maria Nocetti Gómez              | Không                           |                         |
| 2000 | Catalina Inés Acosta Albarracín         | Top 10                          |                         |
| 1999 | Marianella Maal Pacini                  | Không                           |                         |
| 1998 | Silvia Fernanda Ortiz Guerra            | Top 5                           |                         |
| 1997 | Claudia Elena Vásquez Ángel             | Không                           | - Best National Costume |
| 1996 | Lina Maria Gaviria Forero               | Không                           |                         |
| 1995 | Tatiana Leonor Castro Abuchaibe         | Top 10                          |                         |
| 1994 | Carolina Gómez Correa                   | Á hậu 1                         |                         |
| 1993 | Paula Andrea Betancur Arroyave          | Á hậu 1                         |                         |
| 1992 | Paola Turbay Gómez                      | Á hậu 1                         |                         |
| 1991 | Maribel Judith Gutiérrez Tinoco         | Không                           | - Best National Costume |
| 1990 | Lizeth Yamile Mahecha Arévalo           | Á hậu 2                         | - Best National Costume |
| 1989 | Maria Teresa Egurrola Hinojosa          | Không                           |                         |
| 1988 | Diana Patricia Arévalo Guerra           | Top 10                          |                         |
| 1987 | Maria Patricia López Ruiz               | Không                           | - Miss Photogenic       |
| 1986 | Maria Mónica Urbina Pugliesse           | Á hậu 2                         |                         |
| 1985 | Sandra Eugenia Borda Caldas             | Không                           | - Best National Costume |
| 1984 | Susana Caldas Lemaitre                  | Á hậu 4                         |                         |
| 1983 | Julie Pauline Sáenz Starnes             | Không                           |                         |
| 1982 | Nadya Santacruz Quintero                | Không                           |                         |
| 1981 | Ana Edilma Cano Puerta                  | Không                           |                         |
| 1980 | Maria Patricia Arbeláez Peláez          | Top 15                          |                         |
| 1979 | Ana Milena Parra Turbay                 | Không                           |                         |
| 1978 | Mary Shirley Sáenz Starnes              | Á hậu 3                         |                         |
| 1977 | Aura Maria Mojica Salcedo               | Á hậu 3                         |                         |
| 1976 | Maria Helena Reyes Abisambra            | Top 12                          |                         |
| 1975 | Marta Lucía Echeverri Trujillo          | Top 12                          | - Miss Photogenic       |
| 1974 | Ella Cecilia Escandón Palacios          | Á hậu 3                         |                         |
| 1973 | Ana Lucía Agudelo Correa                | Top 12                          |                         |
| 1972 | Maria Luisa Lignarolo Martínez-Aparicio | Không                           |                         |
| 1971 | Piedad Mejía Trujillo                   | Không                           |                         |
| 1970 | Maria Luisa Riascos Velásquez           | Không                           |                         |
| 1969 | Margarita Maria Reyes Zawadsky          | Top 15                          | - Best in Swimsuit      |
| 1968 | Luz Elena Restrepo González             | Không                           | - Best National Costume |
| 1967 | Elsa Maria Garrido Cajiao               | Không                           |                         |
| 1966 | Edna Margarita Rudd Lucena              | Top 15                          |                         |
| 1965 | Maria Victoria Ocampo Gómez             | Top 15                          |                         |
| 1964 | Alba Virginia Ramírez Plaza             | Không                           |                         |
| 1963 | Maria Cristina Alvarez González         | Top 15                          |                         |
| 1962 | Olga Lucia Botero Orozco                | Top 15                          |                         |
| 1961 | Patricia Whitman Owen                   | Không                           |                         |
| 1960 | María Stella Márquez Zawadsky           | Top 15                          |                         |
| 1959 | Olga Beatriz Pumarejo Korkor            | Top 15                          |                         |
| 1958 | Luz Marina Zuluaga Zuluaga †            | Đăng quang Hoa hậu Hoàn vũ 1958 |                         |